# Kansas City jazz
Ne doit pas être confondu avec Kansas City blues.

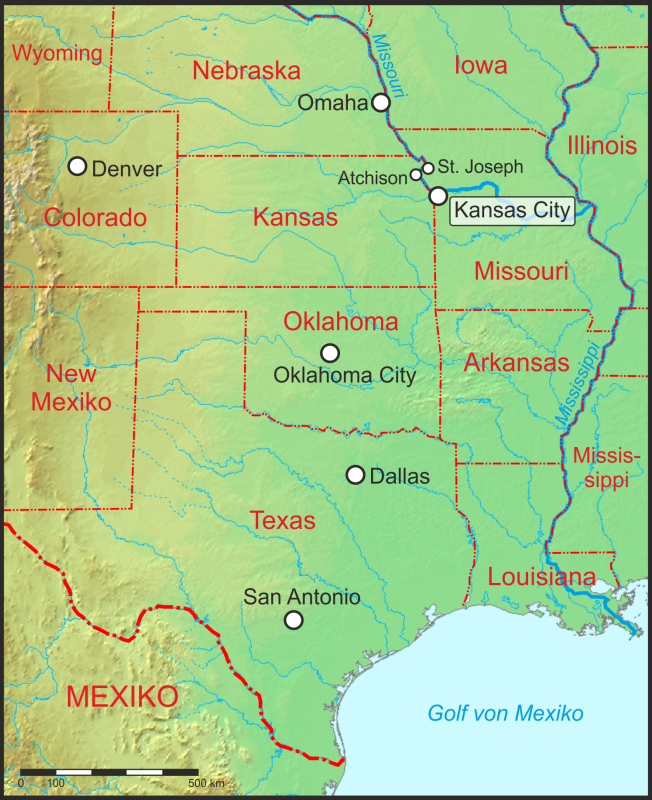
Principales villes du développement du Kansas City jazz.

Le Kansas City jazz est un courant du jazz qui s'est développé dans la ville de Kansas City dans l'état du Missouri aux États-Unis dans les années 1920 et 1930. On considère généralement qu'il marque la transition du style big band structuré au style beaucoup plus improvisé du bebop. C'est un style bluesy au swing dur principalement représenté par Count Basie qui rejoint en 1929 le Kansas City Orchestra de Bennie Moten, et Charlie Parker, originaire de Kansas City. Ils préfigurent le style bebop en Amérique. Il a été dit que si La Nouvelle-Orléans était le lieu de naissance du jazz, la "musique américaine" a grandi à Kansas City.
Ainsi, Kansas City est connu comme l'un des « berceaux du jazz » les plus populaires. Les autres villes de développement de ce style sont la Nouvelle-Orléans, Chicago, Saint-Louis, Pittsburgh, Philadelphie et New York. Kansas City était connue pour les musiciens syndiqués de la section locale 627 AFM qui contrôlait un certain nombre de lieux dans la ville.

## Contexte
Le premier groupe de Kansas City à acquérir une réputation nationale fut le Coon-Sanders Original Nighthawk Orchestra, un groupe blanc qui connut un succès national dans les années 1920. Cependant, l'école de jazz de Kansas City est identifiée aux groupes noirs des années 1920 et 1930, notamment ceux dirigés par Bennie Moten, Andy Kirk, Harlan Leonard, George E. Lee, Count Basie et Jay McShann.

## Style
Le jazz de Kansas City se distingue par les éléments musicaux suivants :
- Une préférence pour une mesure à 4 temps (marche) par rapport à la mesure à 2 temps que l'on trouve dans d'autres styles de jazz de l'époque. Cela a donné au jazz de Kansas City un son plus détendu et fluide que les styles de jazz précédents.
- Les solo prolongés. S'inscrivant dans une vie nocturne très animée, les jam sessions très tardives de Kansas City favorisent une atmosphère hautement compétitive entre les musiciens et une culture jazz unique dans laquelle le but était de "dire quelque chose" avec son instrument, plutôt que simplement montrer sa technique. Il n'était pas rare qu'une "chanson" soit interprétée pendant plusieurs heures, les meilleurs musiciens jouant souvent en solo pour des dizaines de chorus par morceau.
- Ce qu'on appelle les "arrangements de tête". Les big bands de KC jouaient souvent de mémoire, composant et arrangeant la musique collectivement, plutôt que de lire à vue comme le faisaient d'autres big bands de l'époque.
- Une forte influence blues, avec des chansons KC souvent basées sur une structure blues à 12 mesures, plutôt que sur la norme AABA à 32 mesures.
- L'une des caractéristiques les plus reconnaissables du jazz de Kansas City est les riffs fréquents et élaborés des différentes sections. Les riffs étaient souvent créés - ou même improvisés - collectivement, et prenaient plusieurs formes : a) une section riffant seule, servant d'axe principal du morceau ; b) une section riffant derrière un soliste, ajoutant du mouvement à la chanson ; ou c) deux sections ou plus jouant en contrepoint, créant un son entraînant et complexe. Les morceaux signatures de Count Basie « One O'Clock Jump » et « Jumpin' at the Woodside », par exemple, sont principalement des recueils de riffs, mémorisés dans un arrangement de tête, et ponctués de solos. Le célèbre hymne swing de Glenn Miller " In the Mood " suit de près ce modèle de sections de riffing de Kansas City, illustrant peut-être comment, à la fin des années 1930, le style avait continué à influencer le monde musical plus largement.

## Héritage
Chaque année, se tient à Kansas City le festival de jazz "Jazzoo" - une collecte de fonds pour le zoo de Kansas City. En 2011, Jazzoo est l'une des plus grandes collectes de fonds caritatives du pays, recueillant plus de 800 000 $.